# Kolej kabinowa

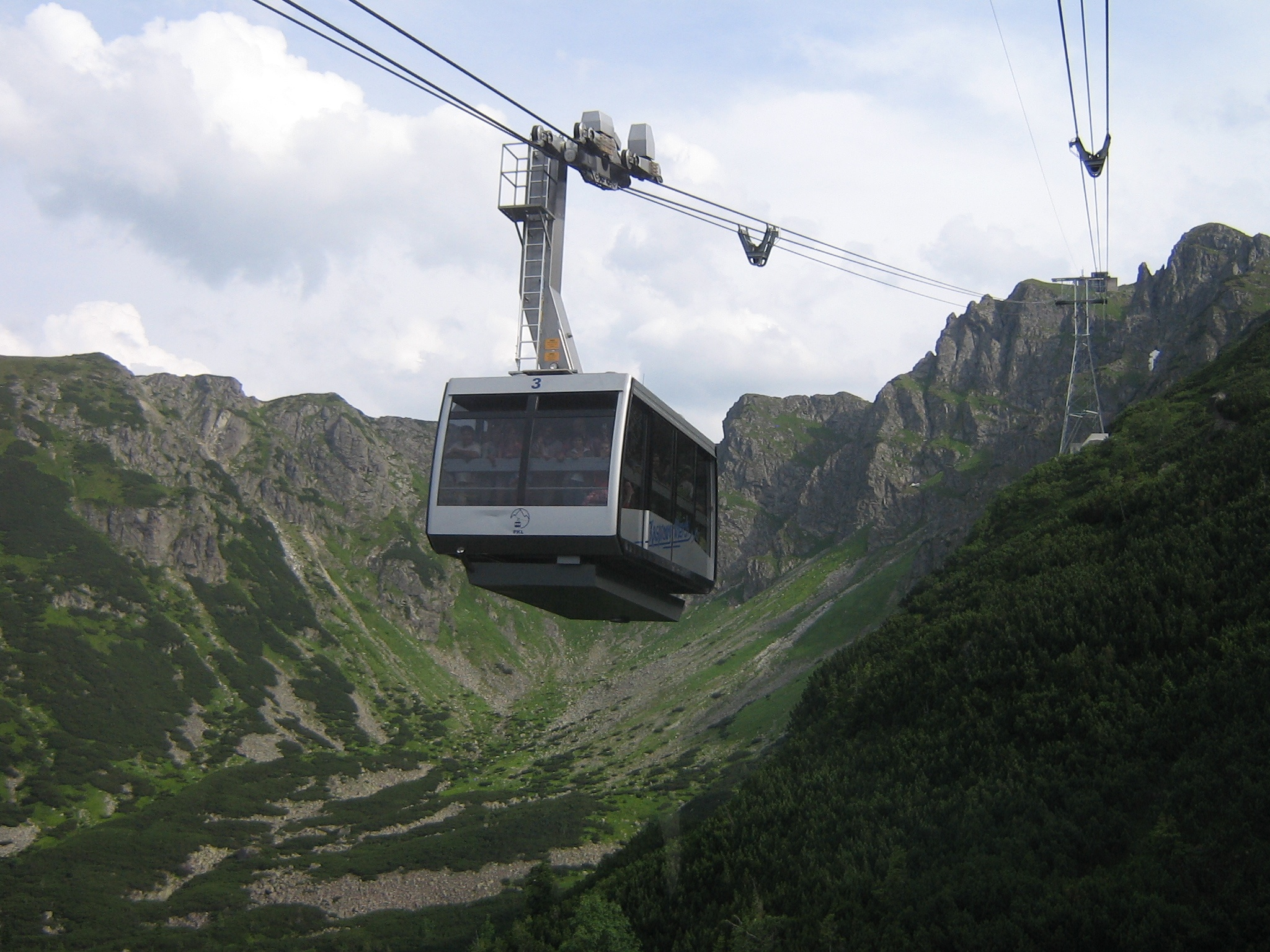
Kolej linowa na Kasprowy Wierch

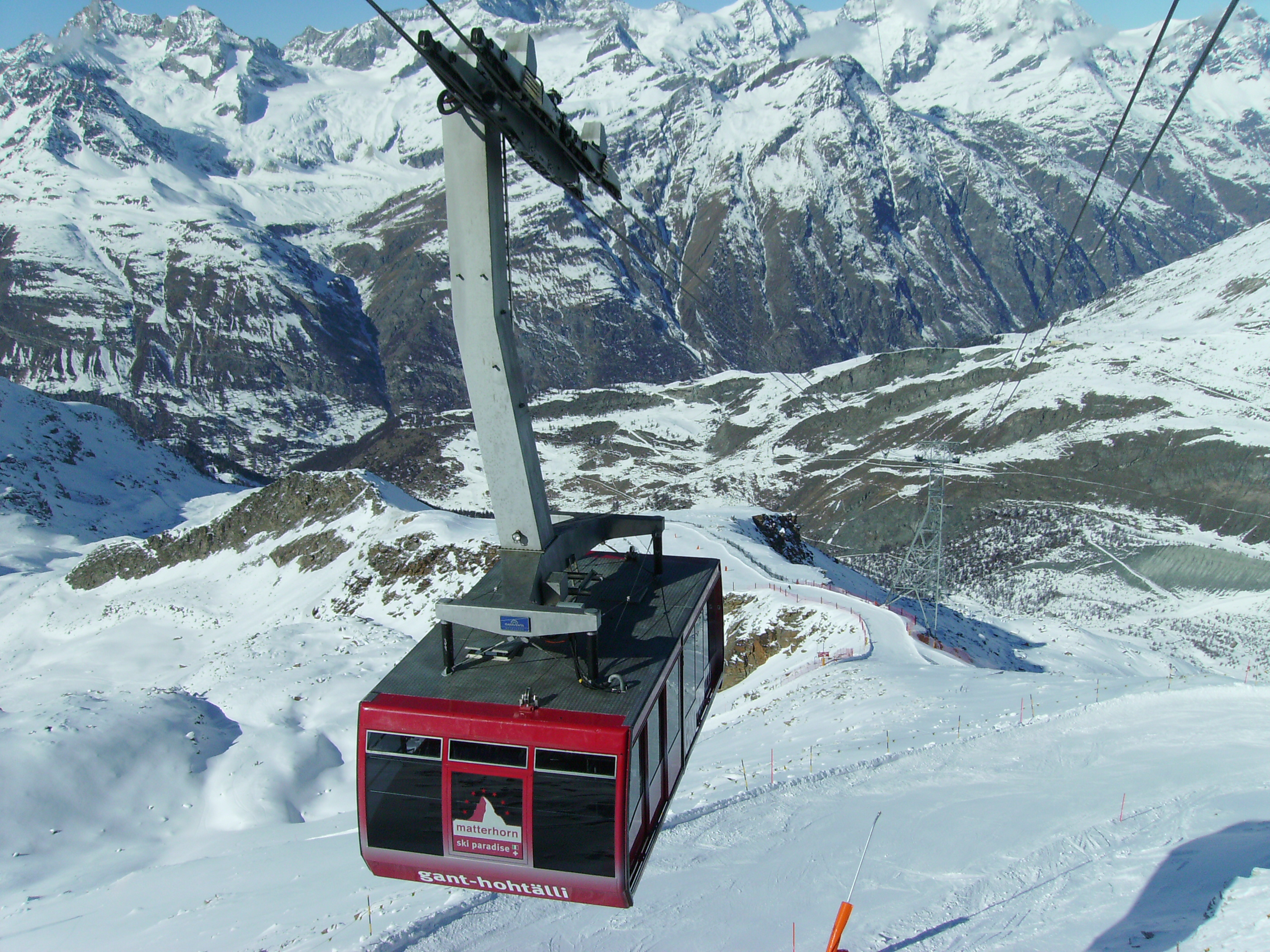
Kolej linowa na Hohtälli

Kolej kabinowa – rodzaj napowietrznej kolei linowej, która transportuje turystów lub narciarzy z dolnej stacji na górną stację, i w przeciwnym kierunku, w dwóch kabinach.

## Charakterystyka
Kolej kabinowa różni się od kolei gondolowej wielkością wagoników oraz ich liczbą. Kolej kabinowa ma dwie duże kabiny, będące dla siebie przeciwwagą. Przeważnie lina nośna jest nieruchoma, a dwie kabiny połączone są liną napędową. W przypadku kolei kabinowej na stacjach dolnej i górnej kabiny nie są wyprzęgane, a zatrzymują się przy peronach, pozwalając pasażerom na opuszczenie kabiny, a kolejnym osobom na zajęcie miejsca w wagonach. Duże koleje kabinowe mogą pomieścić nawet 150 osób (jak np. kolej na Hohtälli w ośrodku narciarskim Zermatt w Szwajcarii).

## Koleje kabinowe w Polsce
W Polsce działa jedna kolej kabinowa:
- dwuodcinkowa kolej linowa na Kasprowy Wierch – z Kuźnic na szczyt Kasprowego Wierchu w Tatrach (1936). Po przebudowie w latach 2007–2008 jej wagony mają pojemność 60 osób.